# 北巴克肖爾斯鎮區 (北卡羅萊納州亞德金縣)
北巴克肖爾斯鎮區（英語：North Buck Shoals Township）是位於美國北卡羅萊納州亞德金縣的一個鎮區。

## 地方資料
北巴克肖爾斯鎮區的面積為58.27平方千米，皆為陸地。根據2020年美國人口普查的數據，當地共有人口2080人，而人口密度為每平方千米35.7人。